# 白藤花毛管蚜
白藤花毛管蚜（学名：Eutrichosiphum parvulum）为毛管蚜科真毛管蚜屬下的一个种。